# Francesc Mulet
Francesc Mulet (San Mateo (Castellón), 1624 - Valencia, 1675) fue un escritor satírico español.

## Biografía
Fraile dominico y predicador, dotado de un agudo ingenio, cultivó la poesía satírica de tema escatológico y chapucero. Representa respecto de la literatura valenciana el equivalente del Rector de Vallfogona para la catalana. También recibió el sobrenombre de «el Quevedo valenciano». Estudió en la Universidad de Orihuela y después sería catedrático de la Universidad de Valencia. Su fama perduró en la memoria de la gente hasta bien entrado el siglo XIX. En 1876, Constantí Llombart intentó la recuperación de la obra de Mulet, basándose en Manuscrits molt corruptes i de poc crèdit (Manuscritos muy corruptos y de poco crédito), editando un volumen con el título Obres festives compostes segons antiga, general i molt raonable tradició, del pare Frances Mulet, frare profés dominico. Es autor del famoso Tractat del pet (Tratado del pedo) y se le han atribuido al menos dos comedias satírico-eróticas: Los amors de Melissenda y La infanta Tellina i el rei Matarot.